# Paňovce
Paňovce és un poble i municipi d'Eslovàquia. Es troba a la regió de Košice, a l'est del país.

## Història
La primera referència escrita de la vila data del 1274.

## Demografia
| Godina             | 1994 | 2004   | 2014   | 2024   |
| ------------------ | ---- | ------ | ------ | ------ |
| Nombre de persones | 571  | 567    | 589    | 622    |
| Diferència         |      | −0,70% | +3,88% | +5,60% |

| Godina             | 2023 | 2024   |
| ------------------ | ---- | ------ |
| Nombre de persones | 612  | 622    |
| Diferència         |      | +1,63% |